# Cristianesimo in Cina

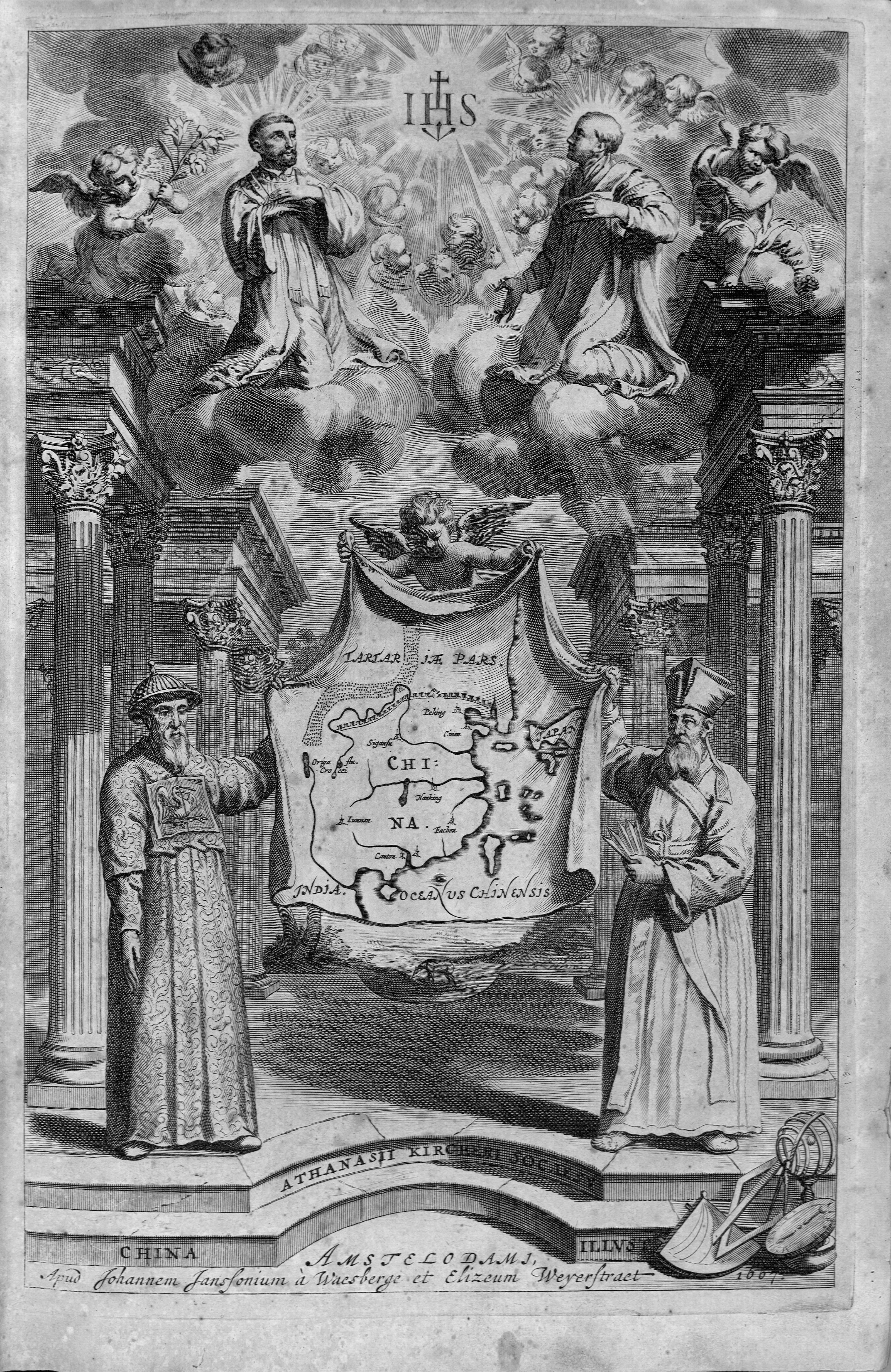
In alto: Francesco Saverio e Ignazio di Loyola in contemplazione del monogramma di Cristo. In basso: Matteo Ricci e Xu Guangqi.

Il Cristianesimo in Cina è una religione minoritaria, contando al 2010 circa 33 milioni di fedeli su 1,3 miliardi di persone. Il "Cattolicesimo" è conosciuto come "Scuola del Signore dei Cieli" (tianzhujiao), mentre il "Protestantesimo" come "Scuola di Cristo" (jidujiao). La maggioranza dei cristiani cinesi afferiscono al "protestantesimo" cinese.

## Storia

### Il cristianesimo nestoriano
Le prime tracce della presenza cristiana in Cina sono documentate dalle «steli nestoriane» del VII secolo, realizzate durante la dinastia Tang. L'imperatore Wuzong della Dinastia Tang governò dall'840 all'846. Noto come uno zelante taoista, dapprima soppresse il buddhismo, poi attaccò tutte le altre religioni "straniere", incluso il cristianesimo. Il Nestorianesimo, l'unica confessione cristiana presente in Cina a quel tempo, fu virtualmente estirpata.

### Le missioni cattoliche e protestanti
Nel XIII secolo arrivarono frati francescani con Giovanni da Montecorvino, la cui opera missionaria fu interrotta un secolo più tardi per ordine dell'Imperatore.
Ma furono i missionari gesuiti, inizialmente portoghesi, che stabilirono contatti regolari tra mondo cinese e Occidente, anche se la Cina rimase relativamente impermeabile all'evangelizzazione cristiana.
Nel 1601 Matteo Ricci ed altri gesuiti furono ammessi a Pechino. Alla fine del secolo nacquero le prime diocesi in territorio cinese.
I primi missionari protestanti arrivarono in Cina, invece, solo a inizio del XIX secolo. Inizialmente, costoro non avevano il permesso di entrare nell'impero, quindi formalmente si occupavano di altre attività, come l'interpretariato per le compagnie commerciali. Il primo missionario inglese fu Robert Morrison, che arrivo nel 1807; famoso fu anche il missionario protestante Charles Gützlaff. I missionari protestanti ottennero l'autorizzazione formale a entrare in Cina solo con la fine della Guerra dell'oppio.

### Dal XIX secolo alla Repubblica Popolare

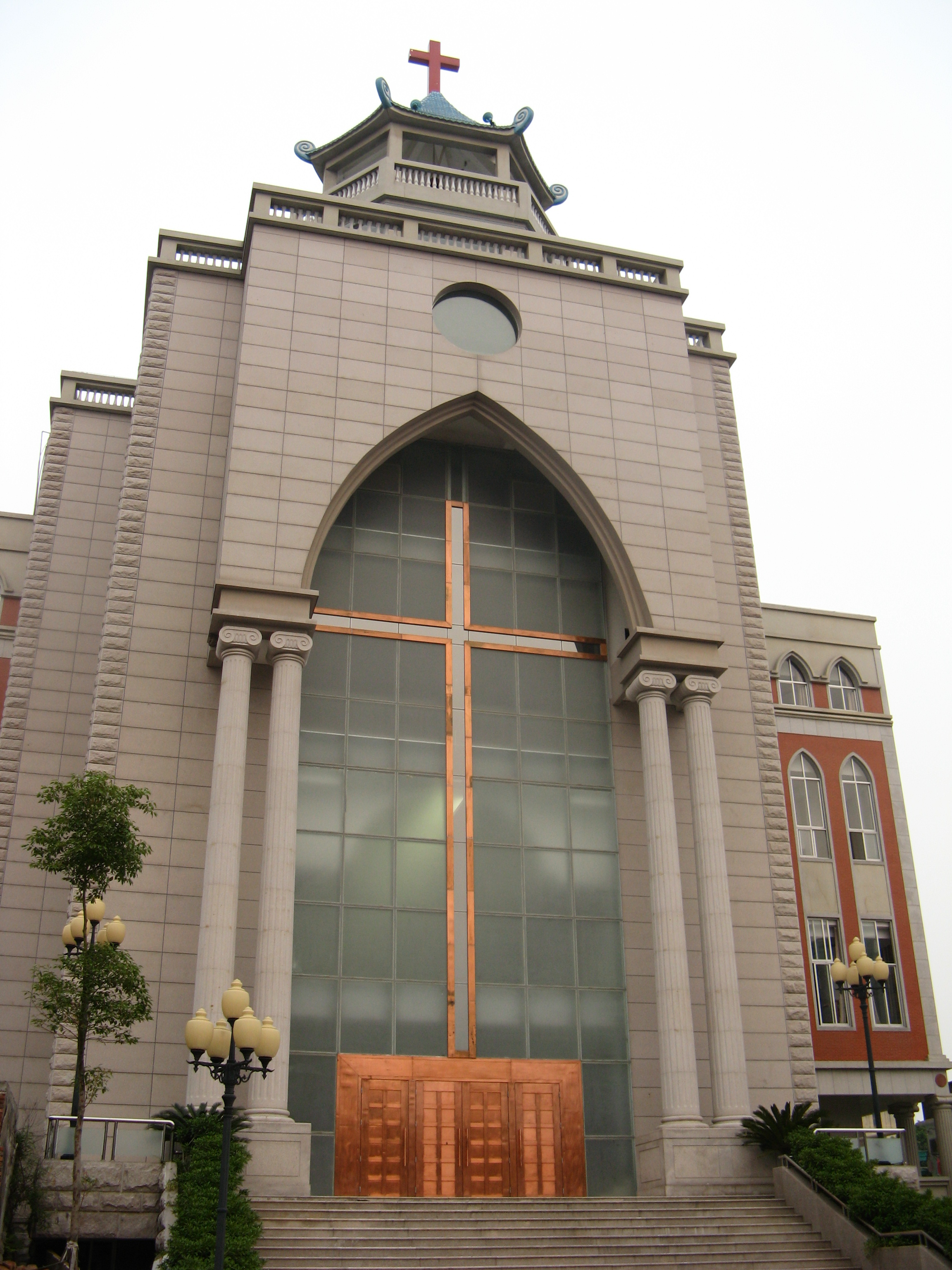
Chiesa presbiteriana a Quanzhou.

A partire dagli anni '30 dell'Ottocento, i missionari francesi lazaristi, fatta base a Macao, fondarono nuove comunità cristiane in territorio cinese, che vissero in stato di semi clandestinità. Nel 1844, un accordo aggiuntivo al trattato di Whampoa permise ai missionari di operare con una parvenza di legalità.
A metà del XIX secolo, dopo la prima guerra dell'oppio (1842), le missioni cristiane ripresero a rifiorire. Tra i protestanti emersero i metodisti, particolarmente attivi nelle zone costiere. Nei cento anni successivi (cioè fino all'avvento della Repubblica Popolare Cinese) le missioni cristiane diedero un attivo contributo alla vita culturale del Paese, distinguendosi nell'ambito educativo.
Tra la fine dell'Ottocento e il Novecento, l'attività missionaria fu investita pienamente dallo scontro in atto tra conservatori della tradizione e modernisti. Tra i primi si diffusero le sette armate, tra cui spiccò quella detta in Occidente dei «Boxer» (probabilmente per un'errata interpretazione dell'ideogramma che li identifica, che raffigura un pugno chiuso). I missionari, ma anche i fedeli cinesi, furono in balia di una violenza diffusa e di rapine.
Il primo episodio di violenza si verificò nel 1895, quando la notizia che eserciti stranieri si apprestavano a invadere il Sichuan provocò una sollevazione di massa: sessanta chiese furono date alle fiamme. Nel 1898, con la vittoria in seno alla corte imperiale della corrente ostile all'Occidente, cominciò un duro periodo per tutti gli stranieri presenti in Cina, missionari cristiani compresi.
Nell'estate del 1900 si scatenò la rivolta dei Boxer: in tutto il Paese si diffusero le violenze e le stragi contro gli stranieri. Trovarono la morte cinque vescovi, trentun religiosi europei, più di cento religiosi cinesi, circa 190 pastori protestanti e i loro familiari. Nonostante la violenza fosse rivolta agli europei, vennero massacrati anche decine di migliaia di cristiani cinesi, additati come traditori del paese.
La situazione in Cina rimase pericolosa per i cristiani per vari decenni. La nascita della repubblica (1912) non pacificò completamente l'ex impero. La Cina fu attraversata da eserciti e milizie in guerra tra loro, non sempre benevolenti nei confronti delle realtà cristiane.
La Cina fu anche il laboratorio di un nuovo metodo missionario, che prevedeva il trasferimento graduale del vescovato da prelati occidentali a prelati cinesi. I primi vescovi locali vennero consacrati il 28 ottobre 1926. In seguito la Chiesa cattolica s'ingrandì: furono create nuove circoscrizioni ecclesiastiche e nominati nuovi vescovi cinesi. Nel 1936 anche la capitale di allora, Nanchino, ebbe il suo primo vescovo nativo, Paul Yu Bin.
Il numero dei fedeli continuò a crescere, fino a raggiungere, all'alba degli anni '40 la cifra di 3.100.000.

### Dal 1948 ai giorni nostri
Nel 1948 i comunisti presero il potere con Mao Tse-tung. 

Il regime maoista si professava apertamente ateo. Non era in pregiudizievole contrasto con la religione, purché si trattasse della religione "naturale", cioè di quella cinese. In una prima fase del processo di creazione dell'uomo socialista, la religione tradizionale poteva anche essere tollerata. Ma non il cristianesimo che, per la sua origine straniera, veniva visto come una potenziale minaccia alla creazione della società socialista. 

Il cristianesimo fu quindi combattuto con ogni mezzo, sradicato ed estirpato dal tessuto sociale cinese. Le Chiese cristiane vennero accusate di essere conniventi con le potenze imperialiste. Vennero loro tolte tutte le proprietà, da quelle fondiarie a quelle immobiliari. La legge sulla riforma agraria collocò le comunità cristiane nel campo dei nemici di classe. 

Le chiese cristiane provarono a tendere la mano al regime. Nel maggio 1950 alcune personalità delle chiese protestanti formularono un "Manifesto cristiano", in cui si dichiaravano favorevoli alla riforma agraria e proclamavano la loro estraneità alle potenze imperialiste. Nasceva il "Movimento delle Tre Autonomie" (autogoverno, autofinanziamento, autopropaganda). Zhou Enlai, capo del governo, approvò il manifesto. Poco più di un anno dopo il documento era stato sottoscritto da 400.000 cinesi, la metà circa di tutti i protestanti del paese.

Nel novembre 1950 i cattolici del Sichuan settentrionale pubblicarono un "Proclama sull'indipendenza e la riforma". Il regime fece pressioni per l'allineamento con il Movimento delle Tre Autonomie. Intervennero i vescovi cattolici, che rifiutarono ogni forma di distacco dalla Santa Sede. 
Il regime intanto procedeva nella chiusura di seminari, cattolici e protestanti, e nell'espulsione di missionari europei. Venne colpito anche l'impegno dei cristiani nell'aiuto agli orfani e nelle scuole.
Tra il 1951 e il 1952 un'ondata di arresti e di esecuzioni sommarie attraversò il paese. Tra le centinaia di migliaia di vittime, vennero colpiti anche molti cristiani.
Fu altissimo il numero delle persone imprigionate. Nella Cina maoista le forme di reclusione erano diverse. Nelle prigioni vere e proprie venivano inviati i condannati a morte (in attesa di esecuzione) o i quadri di partito caduti in disgrazia. La grande massa dei detenuti condannati per reati comuni scontava invece la pena nei campi di lavoro. Ce n'erano di due tipi: campi di lavoro forzato (chiamati in cinese laogai) e forme attenuate di deportazione come il laojiao e il jiuye. In quest'ultimo i lavoratori coatti avevano qualche libertà: potevano ricevere visite e sposarsi. 

La maggior parte dei cristiani veniva inviata nei campi di lavoro forzato. In teoria lo scopo della reclusione era far cambiare pensiero ai “rei” per farne socialisti modello e poi reintegrarli nella società. In realtà i condannati rimanevano chiusi nei campi per il resto della loro vita.
Nel 1957 il Partito comunista creò l'Associazione patriottica cattolica cinese, una chiesa autonoma, nazionale, non in comunione con Roma. L'A.P. in teoria è indipendente. In realtà il Partito Comunista Cinese decide chi può essere ordinato sacerdote o vescovo, controlla i corsi di catechismo per bambini e adulti e quali devono essere i temi trattati.
Da allora la situazione non si è sostanzialmente modificata. Secondo un rapporto sulla libertà religiosa in Cina realizzato da ChinaAid, nell'anno 2012 sono stati riscontrati 132 casi di persecuzione nel paese; 4.919 cristiani sono stati perseguitati, di cui 442 sacerdoti o pastori; 1.441 persone sono state imprigionate, di cui 236 sacerdoti o pastori; nove persone sono state giustiziate. Inoltre, 28 persone hanno subito pestaggi o torture.
Dopo la politica delle riforme avviate nel 2013 dal neo-presidente Xi Jinping , nel 2014 il governo cinese ha iniziato a tollerare maggiormente i cristiani; secondo il China Daily i cinesi protestanti sarebbero circa 23-40 milioni, ma ai giorni nostri le persecuzioni sembrano continuare. L'11 ottobre 2024 210 persone sono state arrestate nella città di Changchun e due persone sono state torturate a morte nel giro di quattro giorni.

## Gli Eluosi
Gli "Eluosi", trascrizione fonetica di "Russi", sono una minoranza etnica russa di fede ortodossa; sono 35.000 e vivono tra lo Heilongjiang, lo Xinjiang e la Mongolia Interna.